# Lancer du javelot masculin aux Jeux olympiques d'été de 1936
Pour un article plus général, voir Athlétisme aux Jeux olympiques d'été de 1936.
Navigation
Los Angeles 1932 Londres 1948
L'épreuve du lancer du javelot masculin aux Jeux olympiques de 1936 s'est déroulée le 6 août 1936 au Stade olympique de Berlin, en Allemagne.  Elle est remportée par l'Allemand Gerhard Stöck.

## Résultats

### Finale
| Rang               | Athlète            | Pays       | Essais | Essais | Essais | Essais | Essais | Essais | Marque | Notes |
| Rang               | Athlète            | Pays       | 1      | 2      | 3      | 4      | 5      | 6      | Marque | Notes |
| ------------------ | ------------------ | ---------- | ------ | ------ | ------ | ------ | ------ | ------ | ------ | ----- |
| Médaille d'or      | Gerhard Stöck      | Allemagne  | x      | 68.11  | 65.50  | 66.00  | 71.84  | 65.00  | 71.84  |       |
| Médaille d'argent  | Yrjö Nikkanen      | Finlande   | x      | 70.77  | x      | 62.00  | 62.00  | 63.00  | 70.77  |       |
| Médaille de bronze | Kalervo Toivonen   | Finlande   | 62.00  | 67.00  | 68.76  | x      | 70.72  | x      | 70.72  |       |
| 4                  | Lennart Atterwall  | Suède      | 67.15  | 69.20  | x      | 65.00  | 61.00  | 62.00  | 69.20  |       |
| 5                  | Matti Järvinen     | Finlande   | 68.30  | 69.18  | x      | 64.00  | x      | 66.00  | 69.18  |       |
| 6                  | Alton Terry        | États-Unis | 67.10  | 67.15  | x      | 64.00  | 65.00  | 62.00  | 67.15  |       |
| 7                  | Eugeniusz Lokajski | Pologne    |        |        |        |        |        |        | 66.39  |       |
| 8                  | József Várszegi    | Hongrie    |        |        |        |        |        |        | 65.30  |       |
| 9                  | Gottfried Weimann  | Allemagne  |        |        |        |        |        |        | 63.58  |       |
| 10                 | Walter Turczyk     | Pologne    |        |        |        |        |        |        | 63.36  |       |
| 11                 | Gustav Sule        | Estonie    |        |        |        |        |        |        | 63.26  |       |
| 12                 | Lee Bartlett       | États-Unis |        |        |        |        |        |        | 61.15  |       |
| 13                 | Oto Jurģis         | Lettonie   |        |        |        |        |        |        | 60.71  |       |
| 14                 | Jim Courtright     | Canada     |        |        |        |        |        |        | 60.54  |       |
| 15                 | Malcolm Metcalf    | États-Unis |        |        |        |        |        |        | 58.20  |       |
| 16                 | Jaap van der Poll  | Pays-Bas   |        |        |        |        |        |        | 56.25  |       |
| 17                 | Friedrich Gerdes   | Allemagne  |        |        |        |        |        |        | 55.93  |       |